# Tiantai (härad)
För den buddhistiska inriktningen med samma namn, se Tiantai.
Tiantai, även känt som Tientai,  är ett härad i östra Kina, och tillhör Taizhous stad på prefekturnivå i provinsen Zhejiang.
Befolkningen uppgick till 407 270 invånare vid folkräkningen år 2000, varav 106 627 invånare bodde i huvudorten Tiantai. Häradet var år 2000 indelat i nio köpingar (zhen) och tio socknar (xiang). 